# 山本祐嗣
山本 祐嗣（やまもと ゆうじ、1958年 -）は、日本の芸術家。宮崎県宮崎市出身。

## 略歴
書道家の父（山本昇石）に書道を4歳から、同時期に宮崎市の画家戸高秀夫に師事する。20代で、米国シアトルに渡りシアトルロータリークラブで、墨を使った作品を展示。ビル・ブラックバーン邸にてパステルの個展を開催し帰国。
講談社フェーマススクールズ コマーシャルアート科を卒業し、絵画研究科安保健二教室を修了後、佐々木豊（元明星大教授・国画会会員）師事。個展は、国内外で多数。

代表的なモチーフにりんごが浮遊するOBJECTや日本画顔料を使った「月の雫」。のシリーズがある。

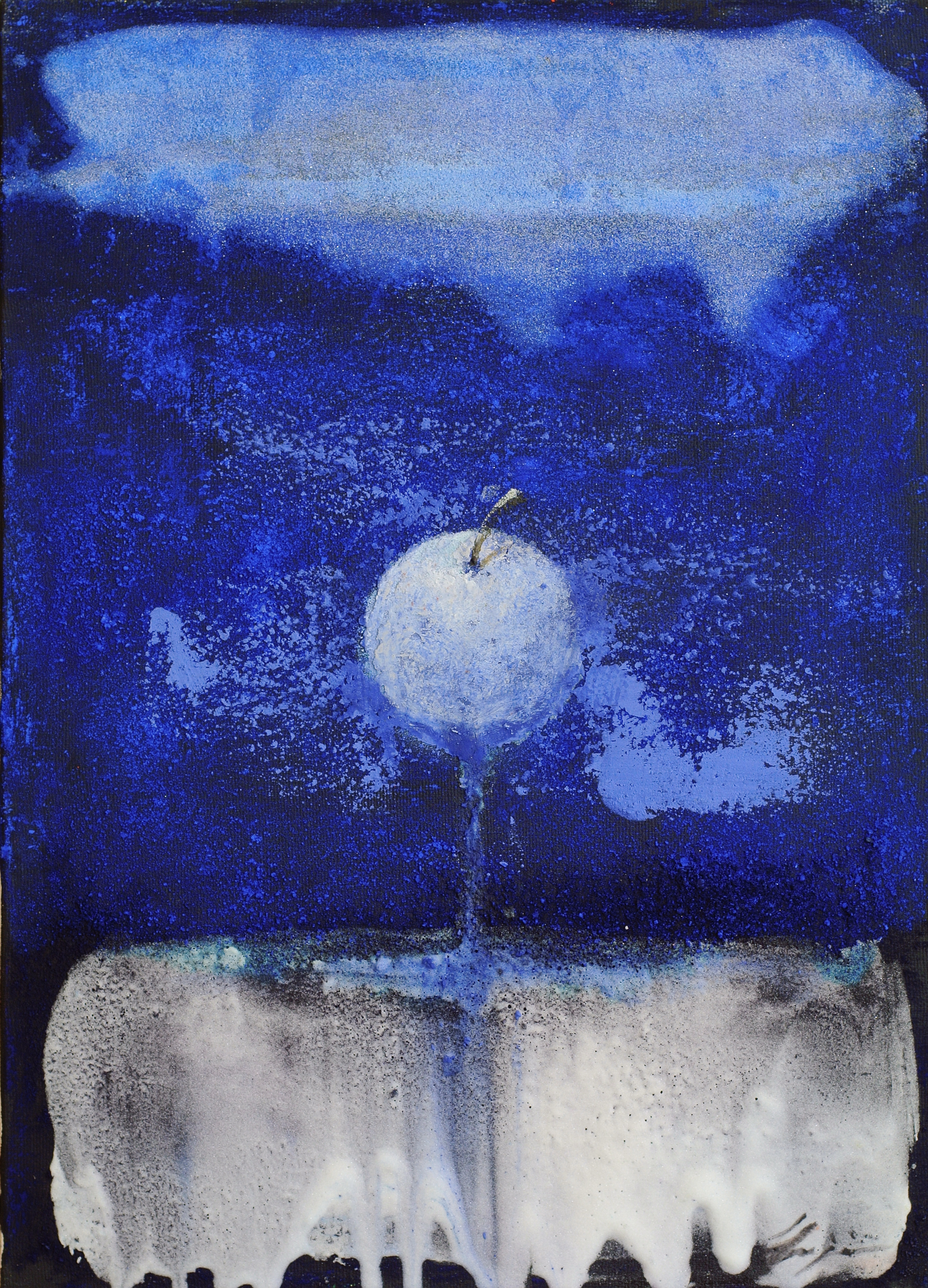
F20　ラピスラズリ・方解末・水干絵具・キャンバスにジェッソ

2014年～現在、宮崎県美術協会長。日本美術家連盟会員。International Association of Art会員。地元宮崎で、制作の傍ら後進の指導育成に努める。

## 主な展覧会
- 1992年 電通ニューウエーブ日本100人のイラストレーター展招待
- 1993年 名古屋日動画廊　第10回伊藤廉記念賞展招待
- 1995年 第2回パリ芸術祭大賞（エスパスエセック）
- 1999年 講談社アートコンテスト大賞（1992年優秀賞、1989年1995年特別賞、1996年コーチナ賞）
- 2004年〜2006年 上野の森美術館大賞展招待彫刻の森美術館」
- 2009年 熊谷守一大賞展（2004, 2006, 2007, 2009, 2011, 2013賞候補）

アメリカ、シアトルロータリークラブ、個人邸、ウエストポートギャラリー、宮崎山形屋、都城市立美術館、青木画廊（4世代師弟展山田新一、三尾公三、佐々木豊、山本祐嗣）ウクライナ・ハリコフ市YAMATOYAギャラリー、大阪髙島屋、アート美空間サーガ、他。

## 主な仕事
- 1997年 宮崎県リゾート周遊バスをデザイン
- 1997年 グリーン博宮崎で、オブジェ制作。
- 2001〜2003年 宮崎県版年賀状に採用
- 2006年〜現在 ダンロップフェニックストーナメント優勝者肖像制作

## 海外取材、研修
韓国啓明大学校美術大学研修、フランス、アメリカ、イタリア、スペイン、オランダ、ベルギー、インドネシア、ドイツ、オーストリア、
チェコ、韓国、ウクライナ

## 収蔵
- 宮崎市